# Гектор (сын Пармениона)
Гектор (др.-греч. Ἕκτωρ, IV век до н. э.) — сын македонского военачальника Пармениона.

По предположению немецкого антиковеда Г. Берве, Гектор родился примерно в 360 году до н. э. По мнению канадского историка В. Хеккеля, Гектор был младшим из сыновей Пармениона и появился на свет около 350 года до н. э. Возможно, он не являлся кадровым офицером и не занимал какой-то официальной должности. По свидетельству Курция Руфа, «был особенно близок Александру». В 332/31 году до н. э., во время пребывания македонян в Египте, Гектор, по словам римского историка, погиб после кораблекрушения на Ниле. Сын Пармениона был похоронен с большими почестями, подобающими сыну великого военачальника Александра. По оценке же австрийского исследователя Шахермайра Ф., смерть Гектора, ближе всех из сыновей Пармениона, стоявшего к царю, явилось одной из причин последующего упадка влияния старого полководца. Из писем Юлиана известно, что существовала и другая, почти наверняка неверная, версия – что этот несчастный случай произошёл на Евфрате. Плутарх же сообщал, что двое из сыновей Пармениона (не считая Филоты) «погибли в сражениях на глазах у отца». 